# Wanxiang
Wanxiang är en köping i Kina. Den ligger i Pudong i storstadsområdet Shanghai, i den östra delen av landet, omkring 45 kilometer sydost om den centrala stadskärnan. Antalet invånare är 24 346. Befolkningen består av 11 906 kvinnor och 12 440 män. Barn under 15 år utgör 9,0 %, vuxna 15-64 år 76 %, och äldre över 65 år 13,0 %.